# Lijst van rijksmonumenten in Kampen (plaats)/Voorstraat
Een overzicht van de 60 rijksmonumenten in de stad Kampen gelegen aan of bij de Voorstraat.
| Object | Oorspronkelijke functie? | Bouwjaar                                                       | Architect | Locatie             | Coördinaten?                  | Nr.?   | Afbeelding |
| --- | ------------------------ | -------------------------------------------------------------- | --------- | ------------------- | ----------------------------- | ------ | --- |
| Pand met restanten van de middeleeuwse stadsmuur | Omwalling                |                                                                |           | Voorstraat 107      | 52° 33' 30" NB, 5° 55' 4" OL  | 23052  | Pand met restanten van de middeleeuwse stadsmuur |
| Panden met restanten van de middeleeuwse stadsmuur | Omwalling                | verm. midden 17e eeuw                                          |           | Voorstraat 5-7-9    | 52° 33' 20" NB, 5° 55' 17" OL | 23356  | Meer afbeeldingen |
| Huis aangebouwd tegen Koornmarktspoort en stadsmuur met gepleisterde lijstgevel onder dwars zadeldak met dakkapel en links een aanbouw onder lessenaarsdak | Woonhuis                 | verm. midden 17e eeuw                                          |           | Voorstraat 1        | 52° 33' 20" NB, 5° 55' 17" OL | 23357  | Meer afbeeldingen |
| Muurhuis onder dwars zadeldak | Woonhuis                 | verm. midden 17e eeuw                                          |           | Voorstraat 3        | 52° 33' 20" NB, 5° 55' 17" OL | 23358  | Meer afbeeldingen |
| Panden met restanten van de middeleeuwse stadsmuur | Omwalling                | verm. midden 17e eeuw                                          |           | Voorstraat 11-13-15 | 52° 33' 21" NB, 5° 55' 16" OL | 23359  | Panden met restanten van de middeleeuwse stadsmuur |
| Pand met restanten van de middeleeuwse stadsmuur | Omwalling                |                                                                |           | Voorstraat 17       | 52° 33' 22" NB, 5° 55' 16" OL | 23360  | Meer afbeeldingen |
| Pand met restanten van de middeleeuwse stadsmuur | Omwalling                |                                                                |           | Voorstraat 19       | 52° 33' 22" NB, 5° 55' 15" OL | 23361  | Pand met restanten van de middeleeuwse stadsmuur |
| Pand met restanten van de middeleeuwse stadsmuur | Omwalling                |                                                                |           | Voorstraat 21       | 52° 33' 22" NB, 5° 55' 15" OL | 23362  | Pand met restanten van de middeleeuwse stadsmuur |
| Pand met restanten van de middeleeuwse stadsmuur | Omwalling                |                                                                |           | Voorstraat 23       | 52° 33' 22" NB, 5° 55' 14" OL | 23363  | Pand met restanten van de middeleeuwse stadsmuur |
| Pand met restanten van de middeleeuwse stadsmuur | Omwalling                |                                                                |           | Voorstraat 25       | 52° 33' 23" NB, 5° 55' 14" OL | 23364  | Pand met restanten van de middeleeuwse stadsmuur |
| Korfboogvormig poortje met natuurstenen met natuurstenen lijst waarop drie bekroonde bollen                                                                | Erfscheiding             | 17e-18e eeuw                                                   |           | bij Voorstraat 24   | 52° 33' 23" NB, 5° 55' 13" OL | 23365  | Meer afbeeldingen |
| Pastorie van de voorm. Paterskerk | Woonhuis                 | 1550-1600 eind 18e-begin 19e eeuw (verb.) 1800-1825 (voordeur) |           | Voorstraat 26 1     | 52° 33' 23" NB, 5° 55' 13" OL | 23366  | Meer afbeeldingen |
| Pand met restanten van de middeleeuwse stadsmuur | Omwalling                |                                                                |           | Voorstraat 27       | 52° 33' 23" NB, 5° 55' 14" OL | 23367  | Pand met restanten van de middeleeuwse stadsmuur |
| Pand met restanten van de middeleeuwse stadsmuur | Omwalling                |                                                                |           | Voorstraat 29       | 52° 33' 23" NB, 5° 55' 14" OL | 23368  | Pand met restanten van de middeleeuwse stadsmuur |
| Pand met restanten van de middeleeuwse stadsmuur (vormt een geheel met nr. 33)                                                                             | Omwalling                |                                                                |           | Voorstraat 31       | 52° 33' 23" NB, 5° 55' 14" OL | 23369  | Meer afbeeldingen |
| Pand met restanten van de middeleeuwse stadsmuur en gepleisterde lijstgevel onder omlopend schilddak met hoekschoorstenen (vormt een geheel met nr. 31)    | Woonhuis                 | 1825-1875                                                      |           | Voorstraat 33       | 52° 33' 23" NB, 5° 55' 14" OL | 23370  | Meer afbeeldingen |
| Pand met restanten van de middeleeuwse stadsmuur | Omwalling                |                                                                |           | Voorstraat 35       | 52° 33' 24" NB, 5° 55' 13" OL | 23371  | Meer afbeeldingen |
| Pand met restanten van de middeleeuwse stadsmuur | Omwalling                |                                                                |           | Voorstraat 37       | 52° 33' 24" NB, 5° 55' 13" OL | 23372  | Meer afbeeldingen |
| Pand met restanten van de middeleeuwse stadsmuur | Omwalling                |                                                                |           | Voorstraat 39-41    | 52° 33' 24" NB, 5° 55' 13" OL | 23373  | Meer afbeeldingen |
| Pand met restanten van de middeleeuwse stadsmuur | Omwalling                |                                                                |           | Voorstraat 43       | 52° 33' 24" NB, 5° 55' 12" OL | 23374  | Pand met restanten van de middeleeuwse stadsmuur |
| Pand met restanten van de middeleeuwse stadsmuur | Omwalling                |                                                                |           | Voorstraat 45       | 52° 33' 24" NB, 5° 55' 12" OL | 23375  | Pand met restanten van de middeleeuwse stadsmuur |
| Pand met restanten van de middeleeuwse stadsmuur | Omwalling                |                                                                |           | Voorstraat 47-49    | 52° 33' 25" NB, 5° 55' 12" OL | 23376  | Pand met restanten van de middeleeuwse stadsmuur |
| Pand met restanten van de middeleeuwse stadsmuur | Omwalling                |                                                                |           | Voorstraat 51       | 52° 33' 25" NB, 5° 55' 11" OL | 23377  | Pand met restanten van de middeleeuwse stadsmuur |
| Pand met restanten van de middeleeuwse stadsmuur | Omwalling                |                                                                |           | Voorstraat 53       | 52° 33' 25" NB, 5° 55' 11" OL | 23378  | Pand met restanten van de middeleeuwse stadsmuur |
| Pand met restanten van de middeleeuwse stadsmuur | Omwalling                |                                                                |           | Voorstraat 55       | 52° 33' 26" NB, 5° 55' 11" OL | 23379  | Pand met restanten van de middeleeuwse stadsmuur |
| Pand met restanten van de middeleeuwse stadsmuur | Omwalling                |                                                                |           | Voorstraat 57       | 52° 33' 26" NB, 5° 55' 10" OL | 23380  | Pand met restanten van de middeleeuwse stadsmuur |
| Pand met restanten van de middeleeuwse stadsmuur (Hotel Dijk)                                                                                              | Omwalling                |                                                                |           | Voorstraat 59-61    | 52° 33' 26" NB, 5° 55' 10" OL | 23381  | Pand met restanten van de middeleeuwse stadsmuur (Hotel Dijk)                                                                                             |
| Pand met restanten van de middeleeuwse stadsmuur (Hotel Dijk)                                                                                              | Omwalling                |                                                                |           | Voorstraat 65       | 52° 33' 26" NB, 5° 55' 9" OL  | 23382  | Pand met restanten van de middeleeuwse stadsmuur (Hotel Dijk)                                                                                             |
| Pand met restanten van de middeleeuwse stadsmuur (Hotel Dijk)                                                                                              | Omwalling                |                                                                |           | Voorstraat 67       | 52° 33' 26" NB, 5° 55' 9" OL  | 23383  | Pand met restanten van de middeleeuwse stadsmuur (Hotel Dijk)                                                                                             |
| Pand met restanten van de middeleeuwse stadsmuur | Omwalling                |                                                                |           | Voorstraat 71       | 52° 33' 27" NB, 5° 55' 9" OL  | 23384  | Pand met restanten van de middeleeuwse stadsmuur |
| Pand met restanten van de middeleeuwse stadsmuur | Omwalling                |                                                                |           | Voorstraat 73       | 52° 33' 27" NB, 5° 55' 8" OL  | 23385  | Pand met restanten van de middeleeuwse stadsmuur |
| Pand met restanten van de middeleeuwse stadsmuur | Omwalling                |                                                                |           | Voorstraat 79       | 52° 33' 28" NB, 5° 55' 7" OL  | 23386  | Pand met restanten van de middeleeuwse stadsmuur |
| Pand met van een muurtoren in de middeleeuwse stadsmuur | Omwalling                |                                                                |           | Voorstraat 81       | 52° 33' 28" NB, 5° 55' 7" OL  | 23387  | Pand met van een muurtoren in de middeleeuwse stadsmuur                                                                                                   |
| Pand met restanten van de middeleeuwse stadsmuur | Omwalling                |                                                                |           | Voorstraat 83 1     | 52° 33' 28" NB, 5° 55' 7" OL  | 23388  | Pand met restanten van de middeleeuwse stadsmuur |
| Pand met restanten van de middeleeuwse stadsmuur | Omwalling                |                                                                |           | Voorstraat 87       | 52° 33' 28" NB, 5° 55' 6" OL  | 23389  | Pand met restanten van de middeleeuwse stadsmuur |
| Pand met restanten van de middeleeuwse stadsmuur | Omwalling                |                                                                |           | Voorstraat 89       | 52° 33' 29" NB, 5° 55' 6" OL  | 23390  | Pand met restanten van de middeleeuwse stadsmuur |
| Pand met restanten van de middeleeuwse stadsmuur | Omwalling                |                                                                |           | Voorstraat 91-93    | 52° 33' 29" NB, 5° 55' 6" OL  | 23391  | Pand met restanten van de middeleeuwse stadsmuur |
| Pand met restanten van de middeleeuwse stadsmuur | Omwalling                |                                                                |           | Voorstraat 97       | 52° 33' 29" NB, 5° 55' 5" OL  | 23392  | Pand met restanten van de middeleeuwse stadsmuur |
| Pand met restanten van de middeleeuwse stadsmuur | Omwalling                |                                                                |           | Voorstraat 99       | 52° 33' 30" NB, 5° 55' 5" OL  | 23393  | Pand met restanten van de middeleeuwse stadsmuur |
| Pand met restanten van de middeleeuwse stadsmuur | Omwalling                |                                                                |           | Voorstraat 99A      | 52° 33' 30" NB, 5° 55' 5" OL  | 23394  | Pand met restanten van de middeleeuwse stadsmuur |
| Pand met restanten van de middeleeuwse stadsmuur | Omwalling                |                                                                |           | Voorstraat 101-103  | 52° 33' 30" NB, 5° 55' 5" OL  | 23395  | Pand met restanten van de middeleeuwse stadsmuur |
| Pand met restanten van de middeleeuwse stadsmuur | Omwalling                |                                                                |           | Voorstraat 105      | 52° 33' 30" NB, 5° 55' 4" OL  | 23396  | Pand met restanten van de middeleeuwse stadsmuur |
| Pand met restanten van de middeleeuwse stadsmuur | Omwalling                |                                                                |           | Voorstraat 119      | 52° 33' 32" NB, 5° 55' 1" OL  | 23397  | Upload foto |
| Pand met restanten van de middeleeuwse stadsmuur | Omwalling                |                                                                |           | Voorstraat 121      | 52° 33' 33" NB, 5° 55' 0" OL  | 23398  | Pand met restanten van de middeleeuwse stadsmuur |
| Pand met restanten van de middeleeuwse stadsmuur | Omwalling                |                                                                |           | Voorstraat 123      | 52° 33' 33" NB, 5° 54' 60" OL | 23399  | Pand met restanten van de middeleeuwse stadsmuur |
| Huis met gepleisterde en door pilaster op kraagsteensierankers bekroonde trapgevel                                                                         | Woonhuis                 | 1648                                                           |           | Voorstraat 2        | 52° 33' 20" NB, 5° 55' 16" OL | 23400  | Meer afbeeldingen |
| Pand met werkplaats en gepleisterde gevel met forse lijst en later toegevoegde dakkapel                                                                    | Woonhuis                 | 19e eeuw                                                       |           | Voorstraat 6        | 52° 33' 20" NB, 5° 55' 16" OL | 23401  | Meer afbeeldingen |
| Pand met lijstgevel | Werk-woonhuis            | 16e-17e eeuw (kern) 19e eeuw (gevel)                           |           | Voorstraat 88       | 52° 33' 28" NB, 5° 55' 6" OL  | 23403  | Meer afbeeldingen |
| Pand met gepleisterde gevel | Werk-woonhuis            | 16e-17e eeuw 19e eeuw (gevel)                                  |           | Voorstraat 90       | 52° 33' 28" NB, 5° 55' 5" OL  | 23404  | Meer afbeeldingen |
| Pand met gepleisterde pui met boven de vensters van de verdieping restanten van ontlastingsbogen met muurankers                                            | Werk-woonhuis            | 1653                                                           |           | Voorstraat 92       | 52° 33' 28" NB, 5° 55' 6" OL  | 23405  | Meer afbeeldingen |
| Pand met gepleisterde lijstgevel, dakkapel en gemetselde boogvormige schoren die de Koldenhovensteeg tussen de nrs. 96 en 98 overspannen                   | Woonhuis                 | 1450-1500 (nr. 96) 18e-19e eeuw                                |           | Voorstraat 94-96    | 52° 33' 28" NB, 5° 55' 6" OL  | 23406  | Meer afbeeldingen |
| Rijzig pand met forse lijst, gewijzigde pui en vensters en met gemetselde boogvormige schoren die de Koldenhovensteeg tussen de nrs. 96 en 98 overspannen  | Woonhuis                 | 1500-1550                                                      |           | Voorstraat 98       | 52° 33' 28" NB, 5° 55' 5" OL  | 23407  | Rijzig pand met forse lijst, gewijzigde pui en vensters en met gemetselde boogvormige schoren die de Koldenhovensteeg tussen de nrs. 96 en 98 overspannen |
| Pand met rechte gevel die links gepleisterd is en rechts een ontlastingsboogje boven een raam vertoont                                                     | Werk-woonhuis            | 16e-17e eeuw                                                   |           | Voorstraat 100-102  | 52° 33' 29" NB, 5° 55' 5" OL  | 23408  | Meer afbeeldingen |
| Pand met in lijstgevel gewijzigde topgevel en gewijzigde pui                                                                                               | Werk-woonhuis            | 1450-1500 (balklagen en delen kap)waarsch. 1600-1625           |           | Voorstraat 116      | 52° 33' 30" NB, 5° 55' 3" OL  | 23409  | Meer afbeeldingen |
| Pand met later gepleisterde en van een kroonlijst voorziene gevel en met jongere winkelpui                                                                 | Werk-woonhuis            | 16e-17e eeuw 20e eeuw (gevel)                                  |           | Voorstraat 118      | 52° 33' 30" NB, 5° 55' 3" OL  | 23410  | Meer afbeeldingen |
| Fors hoekpand met later gepleisterde en van een kroonlijst voorziene gevel met muurankers en dakkapel                                                      | Woonhuis                 | 16e-17e eeuw 19e eeuw (gevel)                                  |           | Voorstraat 120      | 52° 33' 30" NB, 5° 55' 3" OL  | 23411  | Meer afbeeldingen |
| Pand met rechte gevel, hoge beganegrond, muurankers en dakkapel                                                                                            | Woonhuis                 | 17e-18e eeuw                                                   |           | Voorstraat 122      | 52° 33' 30" NB, 5° 55' 2" OL  | 23412  | Meer afbeeldingen |
| Woonhuis annex (hoef)smederij met (hoef)smederij- en hoepelmakerij-inventaris                                                                              | Werk-woonhuis            | 1768 19e eeuw (uiterlijk) vroege 19e-20e eeuw (inventaris)     |           | Voorstraat 16       | 52° 33' 21" NB, 5° 55' 15" OL | 408869 | Meer afbeeldingen |
| Pand met bouwsporen van een ouder pand uit de tweede helft van de 15e eeuw                                                                                 | Opslag                   | late 15e eeuw                                                  |           | Voorstraat 20       | 52° 33' 21" NB, 5° 55' 14" OL | 511571 | Pand met bouwsporen van een ouder pand uit de tweede helft van de 15e eeuw                                                                                |
| Tabaksfabriek "De Olifant" | Industrie                | 1883                                                           |           | Voorstraat 104-106  | 52° 33' 29" NB, 5° 55' 4" OL  | 512053 | Meer afbeeldingen |